# Falher
Falher (offiziell Town of Cardston) ist eine Gemeinde im Nordwesten von Alberta, Kanada, welche seit 1955 den Status einer Kleinstadt (englisch Town) hat. Sie liegt etwa 430 Kilometer nordwestlich von Edmonton in der Region Nord-Alberta. Die Gegend wird auch, nach dem Peace River, als Peace River Country bezeichnet und liegt ökologisch im Aspen Parkland. Die Stadt bezeichnet sich auch als „Honey Capital of Canada“ und hat in ihrem Stadtzentrum eine große Statue einer Biene aufgestellt.
Der Verwaltungsbezirk („Municipal District“) Smoky River No. 130 hat in der Gemeinde seinen Verwaltungssitz.
Die heutige Gemeinde entstand aus einer Missionssiedlung, welche von dem Oblaten unter Vater Constant Falher hier gegründet wurde. Diese Missionarssiedlung spaltete sich später auf, als die Gegend von einer Eisenbahnstrecke der Edmonton, Dunvegan and British Columbia Railway (ED&BC) durchquert wurde, in die heutige Gemeinde Falher sowie das benachbarte Donnelly. 1923 bekam die Siedlung ein Postamt und wurde kurz darauf zu einem Weiler (englisch Hamlet).

## Demographie
Der Zensus im Jahr 2016 ergab für die Gemeinde eine Bevölkerungszahl von 1047 Einwohnern, nachdem der Zensus im Jahr 2011 für die Gemeinde noch eine Bevölkerungszahl von 1075 Einwohnern ergab. Die Bevölkerung hat dabei im Vergleich zum letzten Zensus im Jahr 2011 entgegen der Entwicklung in der Provinz um 2,6 % abgenommen, bei einer Bevölkerungszunahme von 11,6 % im Provinzdurchschnitt. Im Zensuszeitraum 2006 bis 2011 hatte die Einwohnerzahl in der Gemeinde dagegen noch deutlich um 14,2 % zugenommen, während sie im Provinzdurchschnitt um 10,8 % zunahm.

## Verkehr
Falher ist für den Straßenverkehr durch den Alberta Highway 49, welcher in Ost-West-Richtung die Gemeinde passiert und dann wenige Kilometer östlich den Alberta Highway 2 kreuzt der in Nord-Süd-Richtung verläuft, erschlossen. Eine Eisenbahnstrecke der Canadian National Railway passiert die Gemeinde und ein kleiner Flughafen (IATA-Code: YOE, ICAO-Code: -, Transport Canada Identifier: CFM4) liegt ostsüdöstlich der Stadtgrenze, mit nur einer asphaltierten Start- und Landebahn von 970 Metern Länge.